# LaDonna Antoine-Watkins
LaDonna Antoine-Watkins, född 20 november 1974, är en friidrottare från Kanada. Hon deltog vid olympiska sommarspelen 1996 och olympiska sommarspelen 2000.